# Stadio nuovo di Mersin
Lo Stadio nuovo di Mersin (in turco Yeni Mersin Stadyumu) è uno stadio situato nella città turca di Mersin. 
Inaugurato nel 2013, è usato prevalentemente per il calcio, è lo stadio di casa della squadra del Mersin İdman Yurdu Spor Kulübü. L'impianto ha una capacità di 25 497 posti a sedere ed è omologato per la Süper Lig. Il campo da gioco è completamente in erba naturale e misura 68 × 105 metri. 
È stato utilizzato per i Giochi del Mediterraneo 2013.

## Caratteristiche
- Copertura:presente
- posti a sedere: 20 667
- Tribuna VIP : 3 773
- Tribuna stampa: ?
- Capacita totale: 25 534
- Parcheggio auto: 1 295
- Parcheggio autobus: 46